# Cirodrilus angeloi
Cirodrilus angeloi är en ringmaskart. Cirodrilus angeloi ingår i släktet Cirodrilus och familjen Glossoscolecidae. Inga underarter finns listade i Catalogue of Life.